# Fanar
Fener, Fanar o Fanari (del idioma griego Φανάρι, fanari) es un barrio en mitad del Cuerno de Oro, dentro del distrito de Fatih en Estambul, Turquía. Las calles de la zona están llenas de casas históricas de madera, iglesias y sinagogas que datan de las épocas bizantina y otomana.
Después de la caída de Constantinopla en 1453, el distrito de Fanar albergó a la mayor parte de los griegos que se quedaron en la ciudad. El Patriarcado ecuménico de Constantinopla se trasladó también a la zona en 1601, y aún se encuentra allí. En turco al Patriarca se lo denomina Fener Rum Ortodoks Patriği, y se puede decir que es la única atribución administrativa a la palabra Fener en este idioma. (En la distribución territorial de las ciudades, no existen "barrios" o semt, esta denominación solo es de uso popular.)
Los habitantes griegos de Fanar eran llamados fanariotas. Algunos fanariotas fueron nombrados voivodas de Valaquia y Moldavia por el gobierno del Imperio otomano entre 1711 y 1821.
El nombre Fener viene del griego "Fanari" (φανάρι) y el turco "Fener" que significa faro. Durante el período bizantino de la ciudad, había en el distrito una columna como monumento, coronada por un faro.[cita requerida]